# Nobukazu Takemura

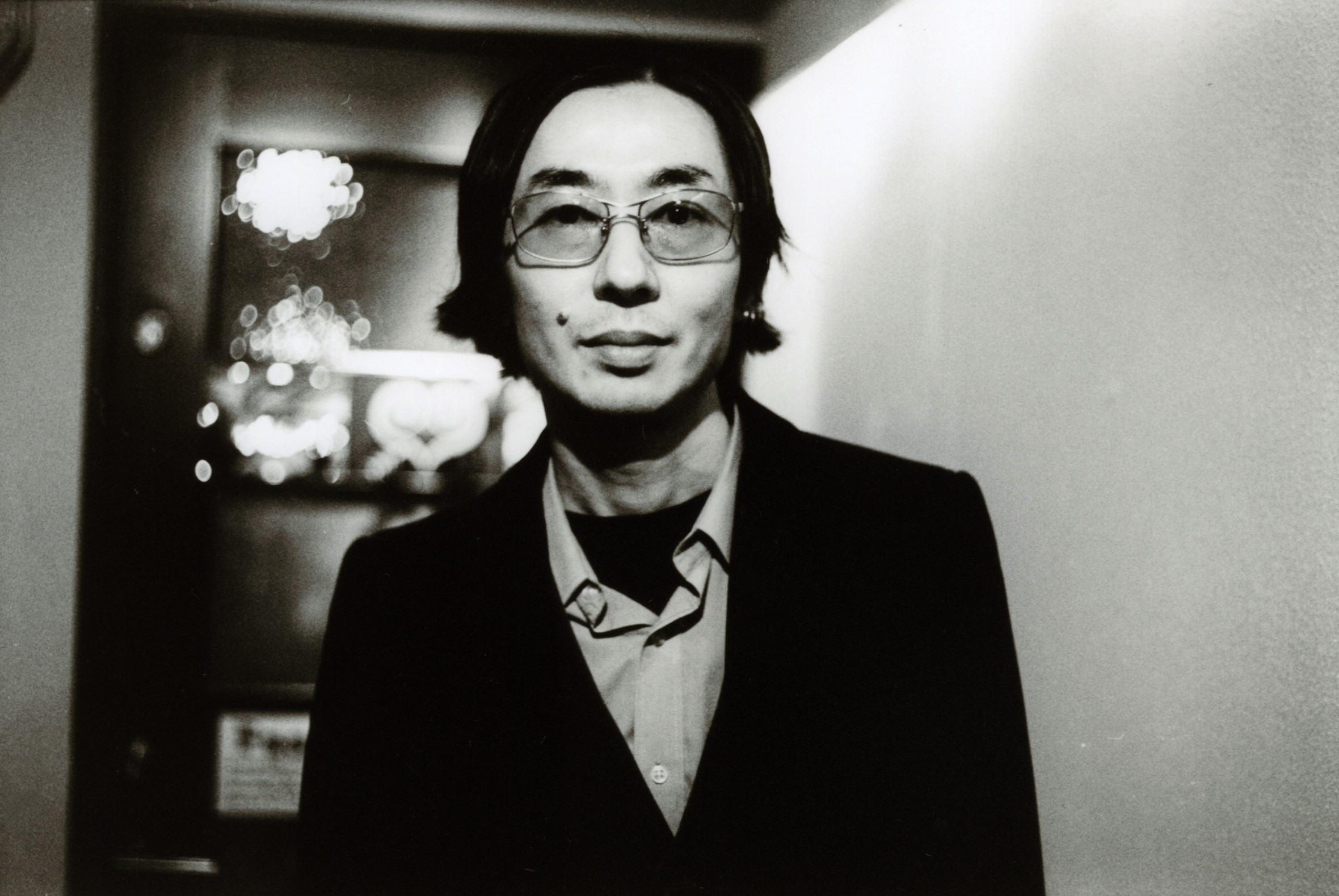
Nobukazu Takemura (2008)

Nobukazu Takemura (jap. 竹村 延和, Takemura Nobukazu; * 26. August 1968 in der Präfektur Osaka) ist ein japanischer Musiker und DJ.

## Leben und Wirken
Er begann seine Karriere in Clubs in Ōsaka, Kyōto und Kōbe. 1987 gründete er das DJ Team Kool Jazz Productions und 1990 Audio Sports. Seit 1993 hat er als Solokünstler unter dem Pseudonym Child’s View Erfolg und entwirft Sounddesigns für die Modeschauen des japanischen Designers Issey Miyake.
Heute lebt er in Deutschland.

## Diskografie (Auswahl)
- 1994: Child’s View (Bellissima! Records)
- 1996: Child’s View Remix
- 1997: Child and Magic (Warner Music Japan)
- 1998: Scope
- 1998: Changing Hands, zusammen mit Steve Jansen (Ex-Japan) und Richard Barbieri (Porcupine Tree) als Jansen Barbieri Takemura
- 2001: Hoshi No Koe
- 2003: 10th
- 2007: Water’s Suite